# Elymus enysii
Elymus enysii är en gräsart som först beskrevs av Thomas Kirk, och fick sitt nu gällande namn av Áskell Löve och Henry Eamonn Connor. Elymus enysii ingår i släktet elmar, och familjen gräs. Inga underarter finns listade i Catalogue of Life.